# Zio Sam (personaggio)
Zio Sam (Uncle Sam) è un personaggio dei fumetti creato da Will Eisner, pubblicato prima dalla Quality Comics e poi dalla DC Comics. È un supereroe basato sulla figura dello Zio Sam, personificazione dello spirito degli Stati Uniti d'America. È apparso per la prima volta in National Comics n. 1 (luglio 1940).

## Storia editoriale

### Quality Comics
Zio Sam comparve per la prima volta in National Comics n. 1 nel luglio 1940, pubblicato dalla Quality Comics durante la Golden Age dei fumetti. Fu descritto come un essere mistico che era originariamente lo spirito di un soldato patriottico ucciso nella Guerra Rivoluzionaria Americana, e che ora appare nel mondo ogni qualvolta il suo paese ne ha bisogno. Il personaggio fu il protagonista per pochi anni, dal 1940 al 1944, per una sua serie privata, Uncle Sam Quaterly.

### DC Comics
La DC Comics acquisì il personaggio come parte della sua acquisizione dei personaggi della Quality negli anni '50, e fu usato come personaggio di supporto in Justice League of America negli anni settanta. Questo stabilì Zio Sam come leader dei Combattenti per la Libertà, un team di ex personaggi della Quality che ebbero per un brevissimo periodo una loro testata. Questo team fu inizialmente basato su Terra-X, dove la seconda guerra mondiale si era protratta fino agli anni settanta.
Le origini di Zio Sam furono riscritte chissà come in Lo Spettro, dove Zio Sam era descritto come un'entità spirituale creata da un rituale occulto dai Padri fondatori. Questo "Spirito d'America" fu inizialmente vincolato ad un potente talismano e avrebbe preso forma fisica fondendosi con un patriota morente. Le nuove origini affermarono che lo Spirito d'America prese forma umana come Minute-Men durante la Guerra di Rivoluzione, di Fratello Jonathan in conflitti seguenti e, durante la Guerra Civile Americana, fu lo spirito di Johnny Reb e Billy Yank.
Lo Spirito assunse la forma di Zio Sam che tutti conoscono solo nel 1870, quando resuscitò un vignettista politico ucciso dal Boss Tweed. Il secondo ospite di Zio Sam combatté nella prima guerra mondiale. Un terzo (l'incarnazione del personaggio della Golden Age) era un supereroe durante la Seconda Guerra Mondiale ma svanì alla fine di questa, cancellando ogni comparsa dello Zio Sam da ogni susseguente apparizione dalla storia immaginaria dell'Universo DC. In Lo Spettro, lo Spirito resuscitò in una forma costumizzata chiamata il Patriota, ma più tardi ritorna alle sembianze di Zio Sam in un numero di Superman.
In Crisi infinita n. 1, i Combattenti per la Libertà furono attaccati dalla Società segreta dei supercriminali. Zio Sam viene mostrato a stento in piedi contro Black Adam, anche scagliandolo solo con un pugno. Tre dei Combattenti per la Libertà, Bomba Umana, Phantom Lady e Black Condor rimasero uccisi in battaglia. Zio Sam stesso sembrò rimanere ucciso dalle mani di Deathstroke. Il resto del team fu seriamente danneggiato ma sopravvisse. Alla fine si vede Zio Sam a faccia a terra in una pozzanghera.
Tuttavia, quando i defunti eroi si ritrovano sul monumento del Washington Monument in Crisi infinita n. 2, Zio Sam è assente.
L'ultima incarnazione comparsa del personaggio apparve nel primo numero di Zio Sam e i Combattenti per la Libertà, e passò i primissimi numeri di questa serie tentando di formare una nuova versione dei Combattenti. Questa nuova versione di Zio Sam emerge dal fiume Mississippi nello stesso istante in cui Padre Tempo altrove sta valutando il futuro dello S.H.A.D.E. con le nuove incarnazioni dei Combattenti per la Libertà. Zio Sam, disturbato dalla forza mortale utilizzata per le nuove versioni di Phantom Lady, la Bomba Umana, Doll Man, e altri, riunisce questi metaumani con successo nella sua nuova squadra, il che fa in modo che Padre Tempo ordini ai suoi rimanenti S.H.A.D.E. di perseguitare e uccidere Zio Sam e la sua squadra. Sebbene Zio Sam sia sempre stato contro l'assassinio, ed in particolare riprendere Doll Man dopo l'omicidio di un boss del crimine di fronte al nipote di quest'ultimo (nel numero 1), Zio Sam non è contro l'uso della forza bruta quando è necessaria.

## Poteri e abilità
Zio Sam ha dimostrato vari superpoteri, tra cui superforza, invulnerabilità, l'abilità di alterare la sua taglia, grande velocità e un certo grado di chiaroveggenza. Lo si è visto anche col potere di trasportare se stesso e altri in un fazzoletto di terra di un'altra dimensione chiamata The Heartland; quest'ultima viene effettuata su Doll Man nel numero 2 di Zio Sam e i Combattenti per la Libertà. Si dice che la proporzione del suo potere è direttamente collegata con la fede delle persone nell'idea dell'America, quindi i suoi poteri possono variare di qualche livello. In Zio Sam e i Combattenti per la Libertà, Padre Tempo stabilisce che i test confermano che Zio Sam non è né umano né metaumano, o un essere magico, e che i risultati su ciò che sia sono inconcludenti. Nel numero 3 di Zio Sam e i Combattenti per la Libertà, afferma che Zio Sam non possiede l'abilità del volo.

## Altre versioni

### Vertigo
Nel 1998, la DC Comics pubblicò sotto il nome di Vertigo, un fumetto di due numeri intitolato semplicemente Zio Sam, scritto da Steve Darnall con i disegni su tela di Alex Ross. Il fumetto non sembra essere ai livelli dell'Universo DC, e narra le vicende di uno Zio Sam, invecchiato, tormentato da visioni di storici episodi e moderni aspetti degli Stati Uniti nel suo momento peggiore. La frantumazione della sanguinosa Shays' Rebellion viene considerato come un momento particolarmente disillusorio dal personaggio, che suggerisce per sé che gli ideali degli Stati Uniti non sono mai stati seriamente rispettati. Zio Sam viene forzato ad un combattimento con un suo doppione basato su corruzione, inganno, e oppressione, con in gioco l'identità degli Stati Uniti.

### Superman/Batman
In una linea temporale alternativa della DC comparente in Superman/Batman, Superman e Batman sono stati cresciuti da Cosmic King, Lightning Lord e Saturn Queen, i tre membri originali della Legione dei Supercriminali, e mutarono la Terra in un regime totalitario.
Zio Sam divenne una Lanterna Verde quando Wonder Woman gli diede l'anello di Abin Sur, dato che Hal Jordan in questa realtà è morto.Quando Wonder Woman incontra per la prima volta questo Zio Sam, questi è visibilmente molto simile allo Zio Sam disegnato da Alex Ross; una volta che lei utilizza il suo lazzo magico per rivelare la verità su di lui, Zio Sam si trasforma nella sua classica persona col suo classico costume.

### 52
Nell'ultimo numero di 52, viene svelato un nuovo Multiverso, originariamente consistente di 52 realtà identiche. Tra le varie realtà alternative, una è designata col nome di Terra-10. Come risultato del "mangiare" aspetti di quella realtà di Mr. Mind, essa prende la forma della Terra-X pre-crisi, includendo i personaggi della Quality Comics.
Basato sul commento di Grant Morrison e dal fatto che un Superman nazista viene raffigurato in quella scena, questo universo alternativo non è la Terra-X pre-crisi.
Su Terra-11, un mondo di persone dal sesso opposto, una versione femminile di Sam chiamata Columbia guida i Combattenti per la Libertà.